# The Toxic Avenger (musicien)
Pour les articles homonymes, voir The Toxic Avenger.
Simon Delacroix, dit The Toxic Avenger ou Toxic Avenger, né le 18 avril 1982, est un disc jockey et compositeur de musique électronique français.

## Carrière
The Toxic Avenger, dont le pseudonyme fait référence au film d'horreur parodique The Toxic Avenger sorti en 1985, est l'auteur de nombreux remixs, singles et EPs, mais également d'albums studio. Le premier, nommé Angst, est sorti le 16 mai 2011. Il est également collaborateur sur la chanson N'importe comment d'Orelsan, sortie en 2010.
Il avait la particularité, sur scène, de se cacher derrière un masque, comme Fuzati ou Daft Punk, mais il n'en porte plus à la suite de son single Toxic is dead, sorti en 2009, symbolisant la mort du personnage qu'il incarnait au sein du groupe Ed Wood Is Dead. 
Il sort par la suite, en 2011, un EP intitulé Angst : One, un morceau également présent sur son premier album, sorti sur le label Roy Music. Un clip de ce single est diffusé, réalisé par Wahib. Il est accompagné pour sa tournée suivant l'album du duo parisien Bonjour Afrique[réf. nécessaire].
Il participe au Printemps de Bourges et plus particulièrement à la rock'n'beat party du 23 avril 2011. Il se produit ensuite au festival Le Rock dans tous ses états le 24 juin 2011. Le 12 novembre[Quand ?] il annoncé sur sa page Facebook une collaboration avec le rappeur français Disiz pour son deuxième album studio. Ce dernier, Romance and cigarettes, sort en 2013, et comporte des featurings de Disiz, Jose Reis Fontao (chanteur du groupe Stuck in the sound), Simone elle est bonne, 2080, Lexicon, Merwan Rim et Play Paul. Son troisième album studio, appelé Ξ, sort le 12 février 2016. Le premier single porte le nom Over me et le deuxième Mob.
Il participe à la bande originale et à la conception du jeu Furi, sorti en 2016.
Il est annoncé en mars 2017 que The Toxic Avenger est compositeur de la bande originale du film d'animation de Shōjirō Nishimi et Guillaume Renard Mutafukaz. Elle est récompensée en février 2018 du Prix de la meilleure bande originale au festival de Gérardmer.
Le 29 mai 2020 est publié son cinquième album, intitulé Midnight Resistance, un mois après la sortie de son premier extrait, Lies, en single avec Look Mum No Computer.
Depuis 2018, il anime avec Simone, le podcast Discorama où il parle de tous les styles de musiques.
En 2022, il sort l'album Yes Future la pochette est un dessin original réalisé par Lucas Harari (auteur et dessinateur de BD) qui a aussi accompagné la création visuelle de l’album dans son ambition rétro-futuriste. C’est sans doute son album le plus ambitieux depuis ses débuts sur un label californien en 2007, par ses partis pris artistiques, son tracklist imposant de dix-huit titres et ses choix de collaborations. Les featurings sont assez éclectiques, d’Alain Chamfort, Andrew Huang, Mystery Skulls, à Sophie Tith, My Dear, Simone ou Lotfi Attar.

## Discographie

### Remixes
| Année | Artiste                   | Titre                                                 |
| ----- | ------------------------- | ----------------------------------------------------- |
| 2007  | Ballet Imperial           | Superhuman                                            |
| 2007  | Blur                      | Song 2 The Toxic Avenger Remix & Trash Yourself Remix |
| 2007  | Dragonette                | Take It like a Man                                    |
| 2007  | Fredzefred                | All the Motherfuckers                                 |
| 2007  | John Bourke               | What is Love                                          |
| 2007  | Le Castle Vania           | Tigertron                                             |
| 2007  | ManroX                    | This Manrox The Toxic Avenger Yeah Yeah Remix         |
| 2007  | Snowden                   | Kill the Power                                        |
| 2007  | The Black Milk            | Kissin                                                |
| 2007  | The Secret Handshake      | Too Young                                             |
| 2007  | Tommie Sunshine           | Dance Among the Ruins                                 |
| 2008  | Art Whiplash              | Party, Sex & Bullshit                                 |
| 2008  | Aux Raus                  | Wire                                                  |
| 2008  | Fckn Crew                 | Carnage                                               |
| 2008  | Health                    | Glitter Pills                                         |
| 2008  | Hermanos Inglesos         | Komodo                                                |
| 2008  | Holiday for Strings       | "Two of You"                                          |
| 2008  | Ladytron                  | "Ghosts"                                              |
| 2008  | Late of the Pier          | "Space and the Woods"                                 |
| 2008  | Neon Stereo vs. Marcie    | "Fuck Me Baby"                                        |
| 2008  | Playdoe                   | "It's That Beat"                                      |
| 2008  | Pomomofo                  | "Island"                                              |
| 2008  | Roger Sanchez             | "Another Chance"                                      |
| 2008  | Saint Pauli               | "I Need Rhythm"                                       |
| 2008  | Sexual Earthquake In Kobe | "Love With"                                           |
| 2008  | The Fire & Reasons        | "NME"                                                 |
| 2008  | The Frail                 | "The Lights"                                          |
| 2008  | Tom Deluxx                | "Assboxer"                                            |
| 2008  | Vegastar                  | "Mode Arcade"                                         |
| 2009  | Bonjour Afrique           | "Heavy"                                               |
| 2009  | Bring Me the Horizon      | "Death Breath"                                        |
| 2009  | D-Bag feat. Naan          | "Up to the Boy"                                       |
| 2009  | Family Force 5            | Fever                                                 |
| 2009  | Heartsrevolution          | Switchblade                                           |
| 2009  | Man & Man                 | "Les Grandes Vacances"                                |
| 2009  | PacoVolume                | "CookieMachine"                                       |
| 2009  | Q.G.                      | "Reign In Blood"                                      |
| 2009  | Sefyu                     | "Molotov 4"                                           |
| 2009  | Sonny                     | Mora Mora vs. The Toxic Avenger                       |
| 2009  | Teen Heat                 | Prep the Patient                                      |
| 2009  | The Sterehoes             | Juliette N'est Pas Morte                              |
| 2009  | The Whip                  | Muzzle No. 1                                          |
| 2010  | The Beach Boys            | Wouldn't It Be Nice Chépuky feat. Toxic Avenger Remix |
| 2010  | Benny Benassi             | Spaceship                                             |
| 2010  | Cocoon                    | Tell Me The                                           |
| 2010  | Cyberpunkers              | Check This Out                                        |
| 2010  | Cocoon                    | Tell Me The                                           |
| 2010  | Kings of Leon             | Sex On Fire                                           |
| 2010  | Make the Girl Dance       | Kill Me                                               |
| 2010  | Make the Girl Dance       | Baby Baby Baby                                        |
| 2010  | RohFF                     | 94                                                    |
| 2010  | Underoath                 | In Division                                           |
| 2011  | Age of Consent            | The Beach                                             |
| 2011  | SomethingALaMode          | Show Me                                               |
| 2011  | South Central             | The Day I Die                                         |
| 2011  | Teenage Bad Girl          | Tonton Funk                                           |
| 2011  | The Toxic Avenger         | Alien Summer (The Toxic Avenger Self Remix)           |
| 2011  | Twin Twin                 | ZXR                                                   |
| 2011  | Velvet Code               | Say You Love Me                                       |
| 2012  | Morbid Angel              | 10 More Dead                                          |
| 2012  | Disco Mirage              | Triangles                                             |

### Singles
- 2020 : Home Call (From Road 96)

### Publicités
- 2013 : Angst Two pour le Nissan Qashqai
- 2014 : In The Meantime _ Run est la bande originale de Watch Dogs pour le trailer officiel sur YouTube